# Raki
Raki (turkiska: rakı) är ett turkiskt brännvin framställt av druvor eller andra frukter och smaksatt med anis. Raki av fikon är populär i södra Turkiet och kallas incir boğması, incir rakısı eller på arabiska, tini.
Raki produceras och dricks vanligtvis i Turkiet, Bulgarien, Makedonien, Albanien, Kosovo och Grekland samt i Irak, Syrien och Iran. I Grekland framställs raki mest på Kreta, Kalamata och Egeiska öarna. Den är känd från antiken då den kallades för raki eller laki (på Kreta). Den grekiska motsvarigheten har inte nödvändigtvis smak av anis.
Drycken kan blandas med vatten och antar då en ljust vit färg.
Raki eller araki är också namnet på en arabisk rusdryck, ett slags arabisk arrak, som är gjord på dadlar. Det är även en allmännare beteckning, särskilt i Asien och bland syd- och östeuropeiska folk, för brännvin gjord på druvor, fikon eller plommon.